# Los Angeles Galaxy 2005
Questa voce raccoglie le informazioni riguardanti il Los Angeles Galaxy nelle competizioni ufficiali della stagione 2005.

## Stagione
Nella stagione 2005, la squadra californiana termina all'ottavo posto la stagione regolare conquistando la MLS Cup e la coppa nazionale.

## Organico
Di seguito la rosa aggiornata al 26 marzo 2005.

### Rosa 2005
| N. |                        | Ruolo | Calciatore               |
| -- | ---------------------- | ----- | ------------------------ |
| 1  | Stati Uniti (bandiera) | P     | Steve Cronin             |
| 2  | Stati Uniti (bandiera) | D     | Todd Dunivant            |
| 3  | Costa Rica (bandiera)  | D     | Michael Umaña            |
| 4  | Stati Uniti (bandiera) | D     | Paul Broome              |
| 5  | Stati Uniti (bandiera) | D     | Chris Albright           |
| 6  | Stati Uniti (bandiera) | D     | Josh Gardner             |
| 7  | Stati Uniti (bandiera) | A     | Jovan Kirovski           |
| 8  | Stati Uniti (bandiera) | C     | Peter Vagenas (capitano) |
| 10 | Stati Uniti (bandiera) | C     | Landon Donovan           |
| 11 | Stati Uniti (bandiera) | C     | Ned Grabavoy             |
| 12 | Stati Uniti (bandiera) | D     | Troy Roberts             |
| 13 | Stati Uniti (bandiera) | A     | Cobi Jones               |
| 14 | Giamaica (bandiera)    | D     | Tyrone Marshall          |
| 15 | Stati Uniti (bandiera) | D     | Ugo Ihemelu              |

| N. |                           | Ruolo | Calciatore         |
| -- | ------------------------- | ----- | ------------------ |
| 16 | Stati Uniti (bandiera)    | A     | Hérculez Gómez     |
| 17 | Guatemala (bandiera)      | C     | Guillermo Ramírez  |
| 18 | Zimbabwe (bandiera)       | C     | Joseph Ngwenya     |
| 19 | Stati Uniti (bandiera)    | C     | Michael Enfield    |
| 21 | Stati Uniti (bandiera)    | A     | Alan Gordon        |
| 22 | Stati Uniti (bandiera)    | P     | Kevin Hartman      |
| 24 | Stati Uniti (bandiera)    | D     | Benjamin Benditson |
| 26 | Zimbabwe (bandiera)       | C     | Mubarike Chisoni   |
| 27 | Austria (bandiera)        | D     | Pablo Chinchilla   |
| 28 | Stati Uniti (bandiera)    | C     | Paulo Nagamura     |
| 29 | Brasile (bandiera)        | A     | Naldo              |
| 35 | Porto Rico (bandiera)     | P     | Josh Saunders      |
| 99 | Brasile (bandiera)        | C     | Marcelo Saragosa   |
|    | Turks e Caicos (bandiera) | A     | Gavin Glinton      |